# Ségur (Métro Paris)

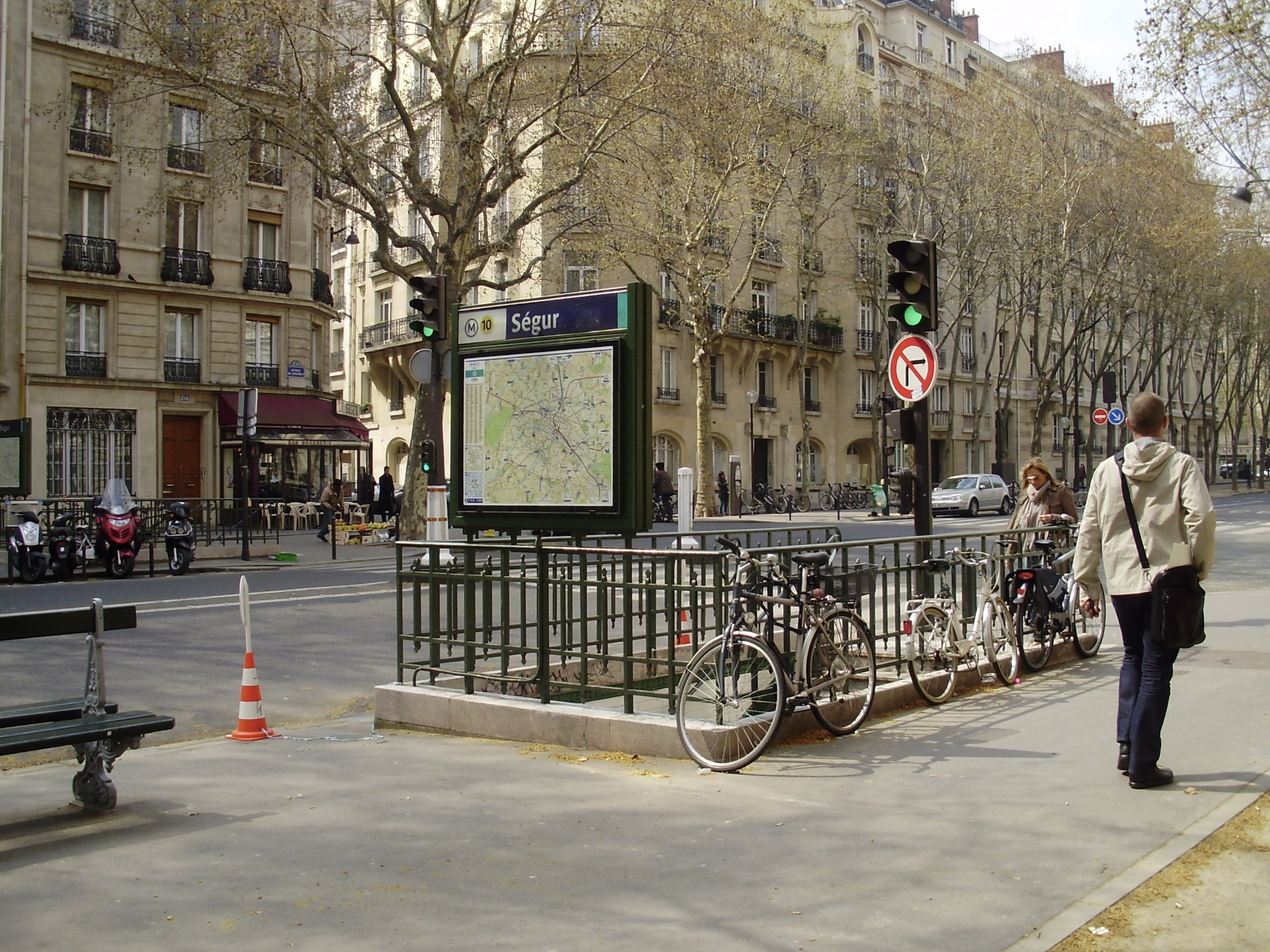
Nördlicher Zugang

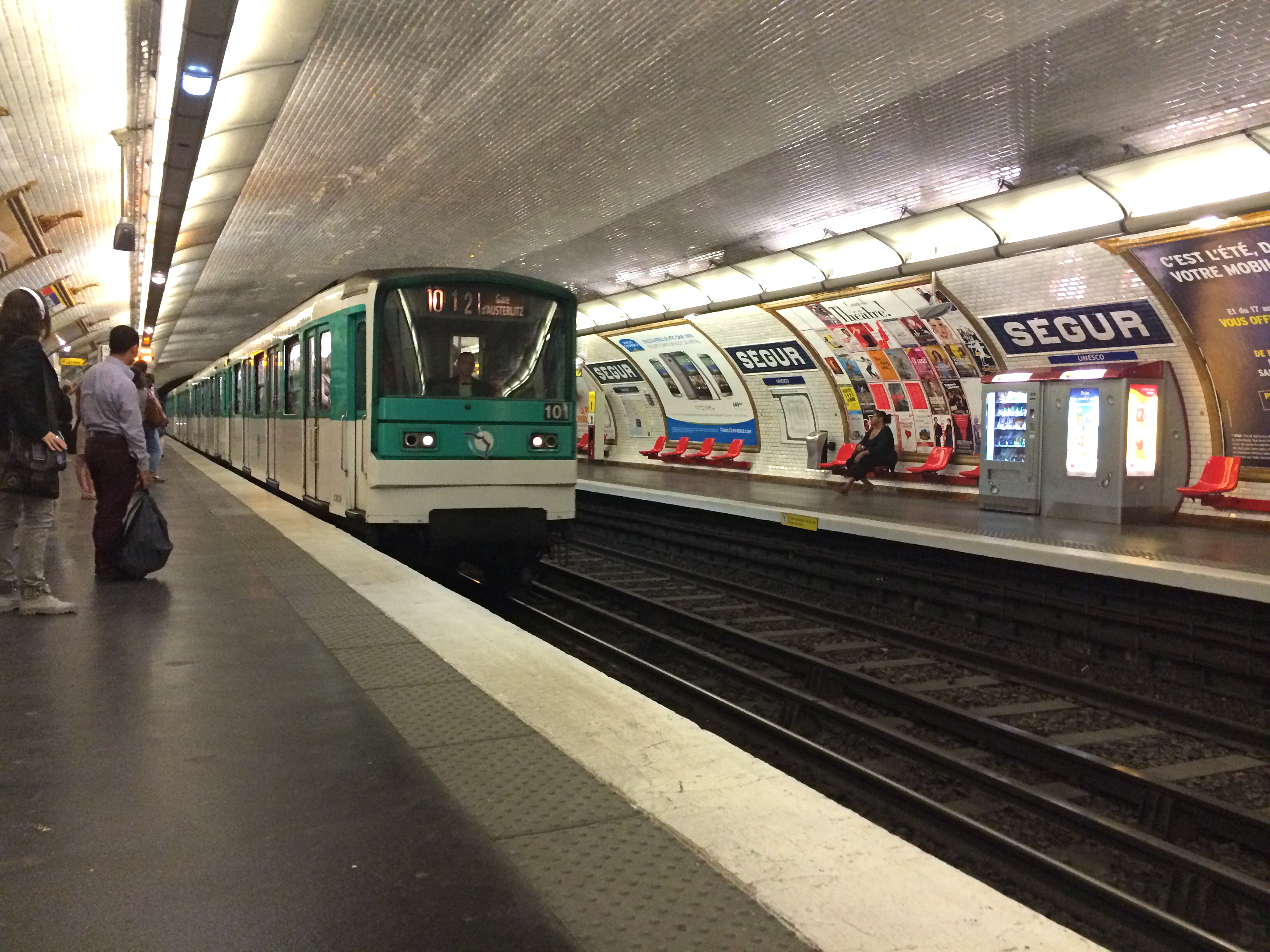
Zug der Baureihe MF 67

Der U-Bahnhof Ségur [seɡyʁ] ist eine unterirdische Station der Linie 10 der Pariser Métro.

## Lage
Die Station befindet sich an der Grenze des Quartier de l’École Militaire des 7. Arrondissements mit dem Quartier Necker des 15. Arrondissements von Paris. Sie liegt längs unter der Avenue Suffren in Höhe der diese kreuzenden Rue Pérignon.

## Name
Den Namen gibt die nahe Avenue de Ségur. Zur Familie de Ségur gehörten berühmte Militärs (Philippe-Henri de Ségur), Diplomaten (Louis-Philippe de Ségur), Historiker (Philippe-Paul de Ségur) und Schriftsteller. Am bekanntesten ist die Autorin Sophie de Ségur (1799–1874), ihr Buch Les Malheurs de Sophie gehört zu den Klassikern der Literatur für Kinder.

## Geschichte und Beschreibung
Die Station wurde am 29. September 1937 eröffnet. An jenem Tag ging die Verbindung zwischen dem westlichen (von Porte d’Auteuil bis La Motte-Picquet – Grenelle) und dem östlichen (von Vaneau bis Jussieu) Abschnitt der Linie 10, an der die Station Ségur liegt, in Betrieb.
Sie liegt unter einem elliptischen Gewölbe, die Seitenwände folgen der Krümmung der Ellipse. Die Decke und die Wände sind weiß gefliest. Mit 75 m weist sie die ursprüngliche Pariser Standardlänge, ausreichend für Fünf-Wagen-Züge, auf. Die beiden Streckengleise werden von zwei Seitenbahnsteigen flankiert.
Die Zugänge liegen beiderseits der Avenue Suffren an deren Kreuzung mit der Rue Pérignon.

## Fahrzeuge
Auf der Linie 10 verkehren konventionelle Züge der Baureihe MF 67. Zwischen 1975 und 1994 liefen Züge der Baureihe MA, davor solche der Bauart Sprague-Thomson.

## Umgebung

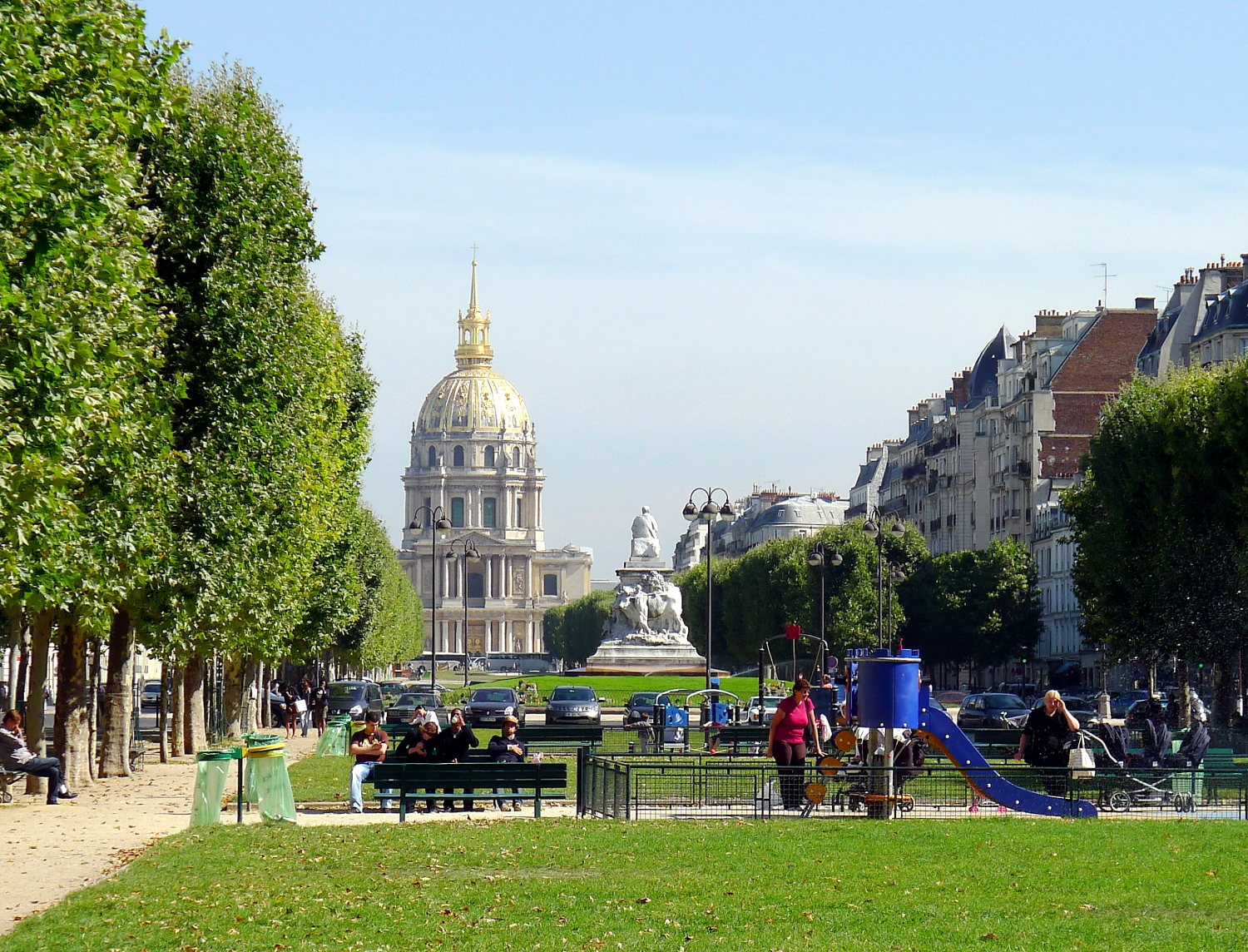
Avenue de Breteuil, im Hintergrund der Invalidendom

- Sitz der UNESCO an der Place Fontenoy und der Rue Miollis
- Avenue de Breteuil